# 佛萊迪大戰傑森之開膛破肚
《佛萊迪大戰傑森之開膛破肚》（英語：Freddy vs. Jason）是一部2003年美國恐怖片，由于仁泰執導。本片為知名恐怖片系列「十三號星期五系列電影」的面具殺人魔傑森與「半夜鬼上床系列電影」的弗莱迪·克鲁格的跨界作品，同時也是兩系列的最後電影，繼本片後，兩系列都已重啟。電影由羅伯特·英格蘭和肯·科齊格主演。
該片定於2003年8月15日在美國上映，儘管獲得負面評價，但卻以3000萬美元的成本在全球獲得1.14億美元的成功票房。

## 劇情
故事敘述凶惡的魔鬼殺手佛萊迪試圖聯手傑森再度擾亂社會，但過程中兩人卻反目成仇，雙方的衝突一觸即發....。

## 發行

### 評價
爛番茄基於153條評論，新鮮度41%，平均得分為4.8 / 10。Metacritic得分僅37，評價不佳。電影被認為除了讓兩大殺人魔對決以取悅粉絲外，其他並沒有什麼可取的。

### 票房
美國首週末票房收入為3640萬美元，位居當週票房冠軍。美國票房總計8260萬美元，加上國際市場3230萬美元的票房，全球票房總計1.14億美元。

## 外部連結
- 互联网电影数据库（IMDb）上《Freddy vs. Jason》的资料（英文）
- Box Office Mojo上《Freddy vs. Jason》的資料（英文）
- 爛番茄上《Freddy vs. Jason》的資料（英文）
- AllMovie上《Freddy vs. Jason》的资料（英文）
- Metacritic上《Freddy vs. Jason》的資料（英文）
- Film page at the Camp Crystal Lake web site
- Film page at Fridaythe13thfilms.com
- Freddy vs. Jason at Nightmare on Elm Street Companion